# Prevosti della cattedrale di Colonia
Quello che segue è un elenco dei Prevosti del capitolo della cattedrale di Colonia:

## Medioevo
| Nome                          | da      | a       |
| ----------------------------- | ------- | ------- |
| Aquilino di Milano            |         |         |
| Wigger di Verden              |         | 1013    |
| Arzelino                      | c. 1061 |         |
| Erimanno                      | c. 1081 | c. 1091 |
| Arnoldo                       | c. 1104 | c. 1106 |
| Giovanni                      | c. 1112 |         |
| Enrico                        | 1118    | 1126    |
| Arnoldo                       | 1127    | 1149    |
| Galtero                       | c. 1154 |         |
| Adilelmo                      | c. 1158 |         |
| Erimanno                      | c. 1166 |         |
| Bruno di Berg                 | 1168    | 1191    |
| Adolfo di Altena              | 1192    | 1193    |
| Ludevico                      | c. 1197 | 1199    |
| Engelberto di Berg            | 1199    | 1216    |
| Dietrich di Altena            | 1216    | 1218    |
| Corrado                       | 1218    | c. 1229 |
| Corrado di Hochstaden         | 1234    | 1238    |
| Corrado di Büren              |         |         |
| Engelberto di Falkenburg      | 1257    | 1261    |
| Corrado di Berg               | 1274    |         |
| Corrado                       | c. 1288 | c. 1293 |
| Enrico di Virneburg           |         | 1304    |
| Guglielmo di Schleiden        | c. 1351 | c. 1361 |
| Engelberto de la Marca        |         | 1364    |
| Dietrich de la Marca          | c. 1373 |         |
| Ottone di Lippe               | c. 1374 | c. 1385 |
| Simone di Solms               | c. 1389 |         |
| Giovanni di Straubing-Holland | 1389    | 1418?   |
| Erich di Hoya                 | c. 1450 | 1452    |
| Goffredo di Sayn              | 1452    | n. 1460 |
| Salentino di Isenburg         | 1462    | 1466    |
| Filippo del Palatinato        | 1467    | 1489    |

## Dal 1501 alla secolarizzazione
Fonte:
| Nome | da                | a                           |
| --- | ----------------- | --------------------------- |
| Georg von Sayn-Wittgenstein I. | 12 novembre 1482  | 9 dicembre 1510             |
| Incarico vacante dal 9 dicembre 1510 al 7 dicembre 1511 |                   |                             |
| Bernardo di Sassonia-Lauenburg | 7 dicembre 1511   | 5 gennaio 1524              |
| Hermann von Neuenahr | 19 gennaio 1524   | 2 ottobre 1530              |
| Giorgio di Braunschweig-Wolfenbüttel | 28 novembre 1530  | 4 dicembre 1566             |
| Georg von Sayn-Wittgenstein II. | 31 gennaio 1567   | 23 giugno 1583 (ritiratosi) |
| Filippo di Baviera | 15 ottobre 1583   | 18 maggio 1598              |
| Ferdinando di Baviera | 18 maggio 1598    | 12 marzo 1612               |
| Eitel Friedrich von Hohenzollern | 12 marzo 1612     | 19 settembre 1625           |
| Erich di Limburg-Styrum | 19 settembre 1625 | 25 agosto 1630              |
| Incarico vacante dal 25 agosto 1630 al 1646 |                   |                             |
| Francesco di Lorena | 1646              | 10 agosto 1661              |
| Bertoldo di Königsegg-Rothenfels | 17 ottobre 1661   | 23 febbraio 1663            |
| Franz Wilhelm Egon von Fürstenberg-Heiligenberg | 23 febbraio 1663  | 1º aprile 1682              |
| Otto Ludwig von Manderscheid-Falkenstein | 27 giugno 1682    | 12 febbraio 1684            |
| Felix Egon von Fürstenberg-Heiligenberg | 12 febbraio 1684  | 5 marzo 1686                |
| Francesco Bernardo di Nassau-Hadamar | 5 giugno 1686     | 15 settembre 1695           |
| Cristiano Augusto di Sassonia-Zeitz | 4 novembre 1695   | 23 agosto 1725              |
| Giovanni Maurizio Gustavo di Manderscheid-Blankenheim | 23 agosto 1725    | 26 ottobre 1763             |
| Francesco Cristoforo Antonio di Hohenzollern-Sigmaringen | 10 novembre 1763  | 23 gennaio 1767             |
| Joseph Karl Truchseß von Waldburg-Zeil-Wurzach | 26 febbraio 1767  | 9 gennaio 1786              |
| Francesco Guglielmo di Öttingen-Baldern | 13 febbraio 1786  | 14 gennaio 1798             |
| Occupazione francese di Colonia da questo momento, sino alla ricostituzione dell'arcidiocesi di Colonia non venne creato alcun prevosto del capitolo della cattedrale. |                   |                             |

## Dal 1825 ad oggi
| Nome                       | da   | a    |
| -------------------------- | ---- | ---- |
| Martin Wilhelm Fonck       | 1825 | 1830 |
| Karl Adalbert von Beyer    | 1830 | 1842 |
| Anton Gottfried Claessen   | 1843 | 1847 |
| Nikolaus München           | 1863 | 1881 |
| Franz Carl Berlage         | 1886 | 1917 |
| Arnold Middendorf          | 1917 | 1930 |
| Joseph Heinrich Peter Vogt | 1930 | 1931 |
| Otto Paschen               | 1931 | 1947 |
| Hermann Joseph Hecker      |      | 1960 |
| Carl Gielen                | 1960 | 1978 |
| Heinz Werner Ketzer        | 1978 | 1984 |
| Hubert Henze               | 1984 | 1985 |
| Bernard Henrichs           | 1985 | 2004 |
| Norbert Feldhoff           | 2004 | 2015 |
| Gerd Bachner               | 2015 | 2020 |
| Guido Assmann              | 2020 |      |